# Puits du Villaret
Le puits du Villaret est une exploitation minière d'anthracite située à Susville, dans le département de l'Isère. Il est labellisé Patrimoine en Isère.

## Histoire

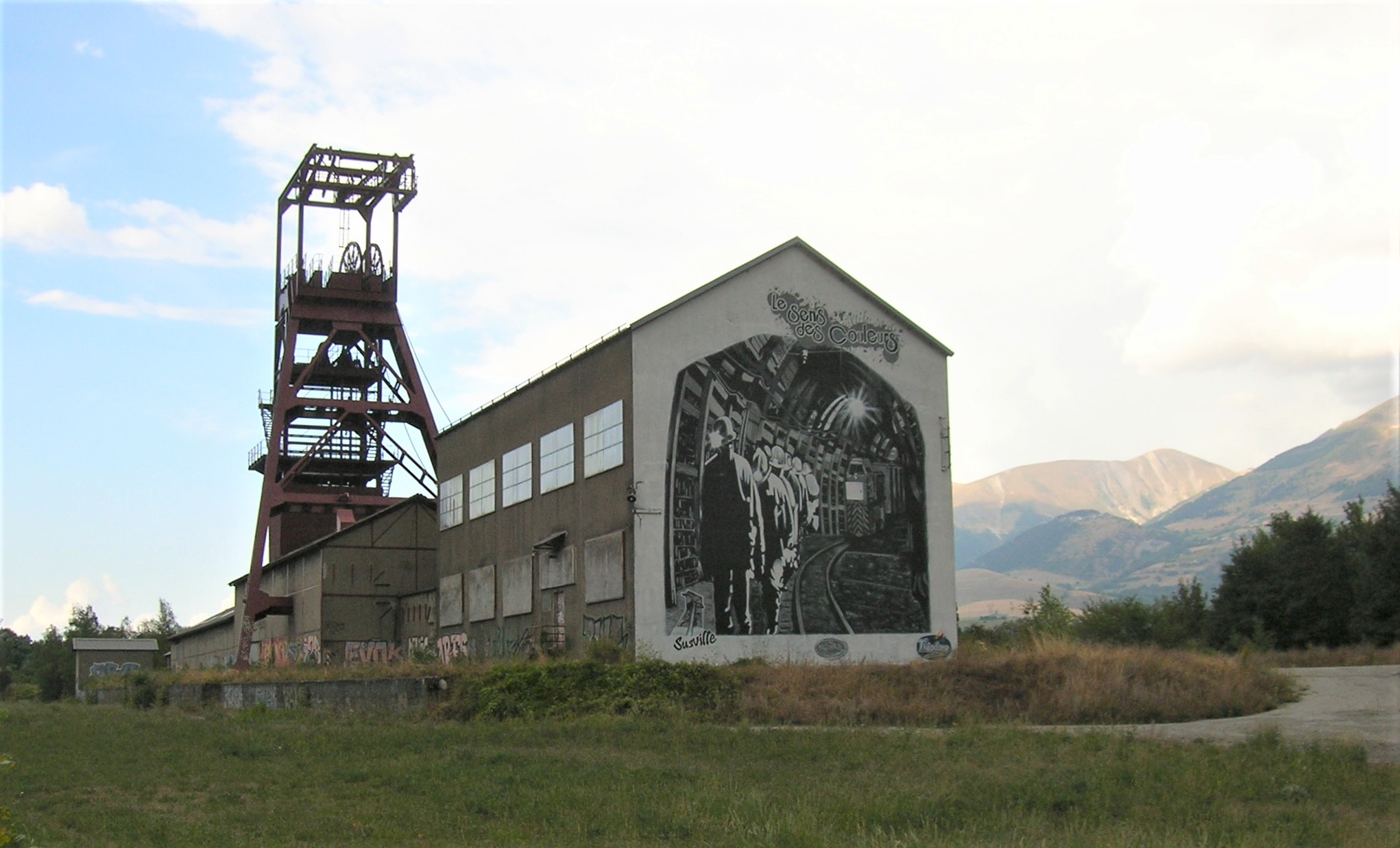
Le puits du Villaret en 2016.

Le puits fonctionne entre 1948 et 1997, en liaison avec le puits des Rioux. Il est démantelé en 2015.